# Manuel Seoane
Manuel Seoane (19. března 1902, Avellaneda – 21. srpna 1975, Quilmes) byl argentinský fotbalista a trenér.

## Hráčská kariéra
Manuel Seoane hrál v argentinské lize na postu útočníka za Independiente, Progresista a El Porvenir. V roce 1925 hrál také za Bocu Juniors na jejím evropském turné. Je s 249 góly 4. nejlepším střelcem v historii 1. argentinské ligy a s 230 góly 2. nejlepším střelcem Independiente v 1. lize po Arseniu Ericovi.
Za Argentinu hrál 17 zápasů a dal 10 gólů. Vyhrál s ní 3× mistrovství Jižní Ameriky.

## Trenérská kariéra
Seoane trénoval argentinskou reprezentaci, se kterou opět vyhrál 1× mistrovství Jižní Ameriky.

## Úspěchy

### Hráč
Independiente
- Primera División (2): 1922 AAmF, 1926 AAmF

Argentina
- Mistrovství Jižní Ameriky (3): 1925, 1927, 1929

Individuální
- Král střelců argentinské ligy (2): 1922 AAmF, 1926 AAmF

### Trenér
Argentina
- Mistrovství Jižní Ameriky (1): 1937